# Računarska petlja
U računarstvu, petlja znači raditi neku funkciju ili više funkcije više puta bez pravljena istih kopija. Koriste se vrlo često u programiranju. Sastoje se od for, while i do. Postoje još od 70-ih godina prošlog veka.
U kodovima dole, tekst odmah ispod koda je ispis.

### Najjednostavnija beskonačna (GOTO petlja)
```
Hello
:

cout
<<
"Zdravo!"
<<
endl
;

goto
 
Hello
;

```

Zdravo!
Zdravo!
Zdravo!
...

### Obična FOR petlja
```
for
(
int
 
i
=
0
;
i
<
100
;
i
++
)

   
cout
<<
i
<<
". mesto!"
<<
endl
;

```

1. mesto!
2. mesto!
3. mesto!
4. mesto!
5. I tako dalje do 100

### Obična WHILE petlja
```
char
 
i
=
0
;

while
(
i
<
32
)

{

   
cout
<<
"O ne udario sam se"
<<
i
+
1
<<
" put!"
<<
endl
;

   
i
++
;

}

```

O ne udario sam se 1 put!
O ne udario sam se 2 put!
Tako dalje do 32

### Obična DO petlja
```
int
 
i
=
0
;

do

{

   
cout
<<
"Fioka "
<<
i
+
1
<<
": Dosadno!"
<<
endl
;

   
i
++
;

}
while
(
i
<
5
);

```

Fioka 1: Dosadno!
Fioka 2: Dosadno!
Fioka 3: Dosadno!
Fioka 4: Dosadno!
Fioka 5: Dosadno!

### Beskonačna WHILE petlja
```
while
(
true
)

{

   
cout
<<
"điha điha "
;

}

```

điha điha điha điha điha điha điha điha điha điha điha điha điha điha điha điha...